# Chloropoea metea
Chloropoea metea är en fjärilsart som beskrevs av Stoll 1791. Chloropoea metea ingår i släktet Chloropoea och familjen praktfjärilar. Inga underarter finns listade i Catalogue of Life.